# Kornél Ábrányi
Kornél Ábrányi (hongarès: Ábrányi Kornél)  (Nyírábrány, 15 d'octubre de 1822 - Budapest, 20 de desembre de 1903) o Cornelius Abrany, fou un compositor, pianista, musicòleg icrític musical hongarès. Era pare del també músic, Emil Ábrányi.
Fou redactor del Pesti Naplo. Al mateix temps que cursava la carrera d'advocat, emprenia llurs estudis superiors de música. Després d'un llarg viatge per Europa, en retornar a la seva pàtria el 1860, fundà a Budapest el diari Zenészeti Lapok, i fou, per espai de 16 anys, el campió i propagandista de la música nacional hongaresa. El 1875 va obtenir la càtedra d'Estètica en l'Acadèmia de Música. Escriví Elements d'estètica musical, que és un resum de llurs lliçons, i el seu compendi, Característica de la música hongaresa.
Va estudiar amb F. Chopin i F. Kalkbrenner. El 1860 va fundar la primera revista musical hongaresa Zenészeti Lapok. Deixà un tractat d'harmonia (1874, reelaborat el 1881) i una història de la música (1886).